# ستايسي أوجمون
ستايسي أوجمون (بالإنجليزية: Stacey Augmon)‏ مواليد 1 أغسطس 1968 في باسادينا، هو لاعب كرة سلة أمريكي سابق بدأ مسيرته الاحترافية في سنة 1991. يبلغ طوله 6 قدم 8 بوصة (2.0 م). اعتزل اللعب في 2006.

## فرق لعب لها
- أتلانتا هوكس
- ديترويت بيستونز
- بورتلاند ترايل بلايزرز
- نيو أورلينز بيليكانز
- أورلاندو ماجيك

## روابط خارجية
- ستايسي أوجمون على موقع الاتحاد الدولي لكرة السلة (الإنجليزية)
- ستايسي أوجمون على موقع إن بي أي (الإنجليزية)
- ستايسي أوجمون على موقع سبورتس رفرنس (الإنجليزية)
- ستايسي أوجمون على موقع كرة السلة الأوروبية.كوم (الإنجليزية)
- ستايسي أوجمون على موقع إي إس بي إن.كوم (الإنجليزية)
- ستايسي أوجمون على موقع كلية كرة السلة في سبورتس رفرنس.كوم (الإنجليزية)
- ستايسي أوجمون على موقع ريلجم (الإنجليزية)
- ستايسي أوجمون على موقع بروبوليرز (الإنجليزية)
- ستايسي أوجمون على موقع سبورتس رفرنس (الإنجليزية)
- ستايسي أوجمون على موقع سبورتس رفرنس (الإنجليزية)